# Rafael Vilà Barnils
Rafael Vilà Barnils (Arbúcies, 15 de desembre de 1907 - Arbúcies, 10 de juny de 1988) va ser un poeta i escriptor català.

## Biografia
Va estudiar a Girona, Barcelona i Olot. Entre 1928 i 1936 va viure a Arbúcies i va començar a publicar poemes. Es casa el 1936 i el 1939 s'exilia a França, on, des del camp de concentració d'Arles de Tec (Vallespir) va ser traslladat a la presó de Girona. Al sortir va ser denunciat un altre cop i tornà a ser empresonat.L'any 1940, desterrat a Reus, va treballar en una empresa de transports i va participar activament la vida social i cultural de la ciutat. Va vincular-se al grup d'escriptors de postguerra reusencs, encapçalat per Joaquim Santasusagna i format pels germans Casajuana, Pere Totosaus, Josep Iglésies, el doctor Pere Barrufet, Josep i Teresa Miquel, Xavier Amorós, Josep Maria Arnavat, i d'altres components del grup noucentista reusenc que havia sobreviscut a la guerra civil.
Va col·laborar molts anys amb L'Orfeó Reusenc, que li publicà el llibre de poemes L'Ocell i la nit el 1973, amb un pròleg de Xavier Amorós, llibre on, al costat de sonets ciutadans i paisatgístics s'hi llegeixen refrescants poemes eròtics ("Encís mullat"), nadales heterodoxes ("Nadala Africana" i "Nadala del Vietnam"), i unes "Cançons estranyes" que el fan connectar amb la poesia social. Vinculat al Centre de Lectura, publicà diversos articles i poemes a la seva Revista. Col·laborà també amb el Col·legi de La Salle, i actuà moltes vegades com a rapsode en recitals de poesia. Sense oblidar els seus orígens arbuciencs, va identificar-se humanament i poèticament amb Reus i el Camp, "amb un estil directe i persuasiu que alternava els girs del Camp de Tarragona amb els de la Selva". Alguns dels seus poemes estan publicats a les Antologies de la poesia reusenca, que sota l'impuls del doctor Vallespinosa, publicà el Centre de Lectura entre els anys 1958 i 1963.
Cap als anys 70 va tornar de nou a Arbúcies: "dels seus anys de desterro a Reus", segons ell mateix. Es va incorporar a la societat de la seva ciutat natal durant els anys de transició, entre 1975 i 1976, anys en què col·laborà amb grups locals d'Òmnium Cultural i en revistes arbucienques com Baix Montseny i Montseny de Sant Celoni.
Rafael Vilà Barnils és recordat pels arbuciencs pel seu caràcter afable, una mostra en són les paraules de Jaume Soler, alcalde d'Arbúcies entre 1979 i 2003, en una entrevista publicada a la revista Perxada on diu: "Home alt, escardalenc, vestit amb polida senzillesa i amb un diari sota el braç amb qui topava els diumenges al migdia a la Placeta del Encantats...és [ motiu] d'orgull per la seva trajectòria política i vital”.
L'any 1983, rep un homenatge de l'Ajuntament d'Arbúcies en reconeixement de la seva trajectòria política i poètica. La biblioteca d'Arbúcies porta el nom de Rafael Vilà Barnils.